# Michel Brown
Misael Browarnik Beiguel (Buenos Aires, 10 de junio de 1976), conocido artísticamente como Michel Brown, es un actor y cantante argentino. 
Es conocido por interpretar a Franco Reyes en la telenovela Pasión de gavilanes.

## Carrera
Empezó su carrera artística en 1991 en el programa Jugate conmigo producido y conducido por Cris Morena, actuando luego en varias telenovelas argentinas. Mientras estudiaba actuación con Raúl Serrano, participó en la serie argentina  Life College. También participó en el programa Juntos por un amiguito. En 1996 interpretó a Tommy en la segunda temporada de la telenovela Chiquititas.
 Un año después, protagonizó la serie de televisión Las chicas de enfrente.
En 1999 se trasladó a México para conseguir trabajo en Televisa, interpretando a David en la telenovela juvenil DKDA Sueños de juventud. También actuó en varias telenovelas de TV Azteca, como Lo que es el amor, Súbete a mi moto y Enamórate esta última junto a Martha Higareda, Yahir y María Inés Guerra.

En el año 2002 participó del reality Confianza ciega, filmado en Portugal,  en la cual era uno de los seductores encargados de desestabilizar a las parejas participantes.
Su gran salto a la fama llegó en 2003, cuando se convirtió en uno de los protagonistas de la telenovela colombiana Pasión de gavilanes, interpretando a Franco Reyes.
En 2004 actuó en la telenovela Te voy a enseñar a querer, donde personificaba a Pablo.
En 2005 realizó un viaje a España para promocionar Pasión de gavilanes junto con su compañero de reparto, Juan Alfonso Baptista. El viaje tuvo tanto éxito que Michel se quedó varios meses en España conduciendo el programa Estoy por ti y varias galas del canal Antena 3.
En 2006 regresó a Colombia para protagonizar Amores de mercado, interpretando el futbolista Diego junto a Paola Rey. También puso su voz a un personaje de la película Vecinos invasores.
Participó en la segunda temporada de la serie española Física o Química, personificando a Miguel Belaza, el profesor de Tecnología y teatro.
En julio de 2008 se trasladó a Bilbao (España), para filmar Pagafantas, el primer largometraje del director Borja Cobeaga. En dicha película dio vida al novio del personaje de la actriz argentina Sabrina Garciarena, y al rival del personaje interpretado por Gorka Otxoa, protagonista de la cinta.
Vuelve a Colombia en 2010 protagonizando la telenovela El fantasma del Gran Hotel junto Ana Lucía Domínguez, y al año siguiente junto a María Adelaida Puerta La Mariposa. En 2012 encabezó Los Rey junto a Rossana Nájera. En cine actuó en las películas Hora Cero, Condones.com, Contratiempo y Cásese quien pueda.
En 2014 protagonizó Amor sin reserva, junto a Paulina Dávila y junto a su esposa Margarita Muñoz.
En 2016 regresó a la cadena estadounidense Telemundo con la serie La querida del Centauro.

## Filmografía

### Televisión
| Año             | Título                     | Personaje                    | Notas                                               |
| --------------- | -------------------------- | ---------------------------- | --------------------------------------------------- |
| 1991            | Jugate conmigo             | Él mismo                     | Conductor                                           |
| 1996–1997       | Chiquititas                | Tomás «Tommy» Linares Pintos |                                                     |
| 1998            | Las chicas de enfrente     | Facundo Arias                |                                                     |
| 2000            | DKDA: Sueños de juventud   | David                        | 2 episodios                                         |
| 2001–2002       | Lo que es el amor          | Christian Ocampo             |                                                     |
| 2002            | Súbete a mi moto           | Ricardo Narváez Soler        |                                                     |
| 2003            | Enamórate                  | Mariano Sánchez              |                                                     |
| 2003–2004, 2022 | Pasión de gavilanes        | Franco Reyes Guerrero        | Rol principal (temporada 1); invitado (temporada 2) |
| 2004–2005       | Te voy a enseñar a querer  | Pablo Méndez                 |                                                     |
| 2006–2007       | Amores de mercado          | Diego Valdez                 |                                                     |
| 2007–2008       | Madre Luna                 | Ángel Cisneros               |                                                     |
| 2008            | Física o química           | Miguel Belaza                | 14 episodios                                        |
| 2008–2009       | El fantasma del Gran Hotel | Miguel Toro                  |                                                     |
| 2011            | Mentes en shock            | Diego Terra                  | Episodio: «Pilot»                                   |
| 2011            | A corazón abierto          | Tomás Ballesteros            |                                                     |
| 2012            | La Mariposa                | Manuel Martinez              |                                                     |
| 2012–2013       | Los Rey                    | Matias Rey San Vicente       |                                                     |
| 2013            | Mentiras perfectas         | Santiago Ucrós               |                                                     |
| 2014–2015       | Amor sin reserva           | Diego Olivaterra             |                                                     |
| 2016–2017       | La querida del Centauro    | Gerardo Duarte               | Rol principal (temporadas 1 y 2); 141 episodios     |
| 2016–2018       | Sr. Ávila                  | Daniel Molina                | 13 episodios                                        |
| 2018            | Falco                      | Alejandro Falco              | Rol principal (temporada 1); 14 episodios           |
| 2018–2019       | Amar a muerte              | Macario / León / Jacobo      | Rol principal (temporada 1); 88 episodios           |
| 2019            | Juliantina                 | Macario / León / Jacobo      | Episodio: «Dos años atrás»                          |
| 2019            | Hernán                     | Pedro de Alvarado            | Rol principal (temporada 1); 8 episodios            |
| 2021            | Parot                      | Plaza                        | Rol principal (temporada 1); 10 episodios           |
| 2021            | Cecilia                    | Germán                       | Rol principal (temporada 1); 8 episodios            |
| 2022–2023       | Pálpito                    | Simón Duque                  | Rol principal                                       |

### Conducción
| Año       | Programa                             | Cometido             |
| --------- | ------------------------------------ | -------------------- |
| 1994-1996 | Un sol para los chicos               | Él mismo             |
| 2005      | Gala de fin de Año                   | Presentador          |
| 2005      | Gala de los más animales             | Presentador          |
| 2005      | La gala de los Tres                  | Presentador          |
| 2006      | Estoy por ti                         | Él mismo (Conductor) |
| 2010      | Desafío: La Gran Batalla             | Conductor            |
| 2013      | Gracias por venir, gracias por estar | Él mismo             |
| 2018      | #ViveRo: Noche de sueños             | Él mismo             |
| 2022      | Desafío sobre Fuego Latinoamérica    | Presentador          |

### Cine
| Año  | Título               | Personaje                  |
| ---- | -------------------- | -------------------------- |
| 2006 | Vecinos invasores    | RJ (Doblaje voz)           |
| 2008 | Hora cero            | Valentín                   |
| 2009 | Pagafantas           | Sebastián                  |
| 2009 | Condones.com         | Toño                       |
| 2011 | Contra tiempo        | Diego Vega Martín          |
| 2014 | Cásese quien pueda   | Erick                      |
| 2016 | Rumbos paralelos     | Armando                    |
| 2016 | Malcriados           | Alejandro "Álex" Balmaceda |
| 2025 | Contigo en el futuro | Carlos                     |
| 2025 | El hilo rojo         | Manuel Pereira             |

### Teatro
| Año       | Obra                   | Personaje                    |
| --------- | ---------------------- | ---------------------------- |
| 1994      | Jugate conmigo         | El mismo                     |
| 1996-1997 | Chiquititas            | Tomás "Tommy" Linares Pintos |
| 2019      | Perfectos desconocidos | Hernán                       |

## Premios y nominaciones
| Año  | Premio                       | Categoría                                        | Producción              | Resultado |
| ---- | ---------------------------- | ------------------------------------------------ | ----------------------- | --------- |
| 2019 | Premios TVyNovelas           | Mejor actor protagónico                          | Amar a muerte           | Ganador   |
| 2016 | Premios Tu Mundo             | Actor Protagonista Favorito-Súper Serie          | La querida del Centauro | Nominado  |
| 2013 | Premio India Catalina        | Mejor actor protagónico de serie                 | La Mariposa             | Nominado  |
| 2004 | Premio Mara de Oro Venezuela | Mejor actor extranjero                           | Pasión de Gavilanes     | Ganador   |
| 2004 | Premio Mara de Oro Venezuela | Mejor actor protagónico de telenovela extranjera | Pasión de Gavilanes     | Ganador   |
| 2004 | Premio Telenovela Bulgaria   | Mejor actor joven                                | Pasión de Gavilanes     | Ganador   |
| 2004 | Premio Víctor Golden Awards  | Mejor actor joven                                | Pasión de Gavilanes     | Ganador   |

## Discografía
- 1997: Michel

### Videos musicales
- Quédate conmigo: tema central de Cásese quien pueda, Jesús Navarro
- Querido amor: Michel Brown
- Toda: Michel Brown
- Sobre fuego: Michel Brown y Danna García
- Mariposa mía: Michel Brown
- Out Of Control: Chemical Brothers